# Yoon Jong-shin
Pour les articles homonymes, voir Yoon (homonymie).
Dans ce nom coréen, le nom de famille, Yoon, précède le nom personnel.
Yoon Jong-shin (coréen: 윤종신), né le 15 octobre 1969 à Jinhae, est un acteur et auteur-compositeur sud-coréen. Il a fondé la maison de disques Mystic89.

## Biographie

### Jeunesse et études
Yoon Jong-shin est entré à l'université Yonsei après avoir obtenu son diplôme au lycée Daewon et joint le club de musique, Sochangsa en espérant de réaliser son rêve de devenir chanteur.

### Carrière musicale et cinématographique
Yoon Jong-shin a fait ses débuts en 1990 en tant que chanteur du groupe 015B puis s'est dirigé vers une carrière solo. En 1991, il sort son premier album, Like the First Time We Met. 
En 2003, Yoon Jong-shin joue le rôle de Ji-seok dans le film Do You Like Spring Bear ? et collabore avec Jo Won-sun pour la bande originale du film.
Le 27 novembre 2011, Yoon Jong-shin sort le single Late Autumn qu'il a composé pour Cho Kyuhyun pour son projet mensuel. Le 29 décembre 2011, il présente les MBC Entertainment Awards en compagnie de l'actrice Park Ha-sun.
En 2012, Yoon Jong-shin forme le trio Shinchirim dont il fait partie avec deux autres artistes, Hareem et Jo Jung-chi.
En avril 2014, Yoon Jong-shin annule son projet mensuel du mois d'avril par respect pour les victimes du ferry Sewol. Le 25 mars 2014, il collabore avec Kang Seung-yoon et Song Min-ho du groupe WINNER et compose et écrit les paroles du single Wild Boy. Le 22 mai 2014, il collabore avec Im Seulong du groupe 2AM pour le single New You pour son projet mensuel.

### Engagement humanitaire
Le 28 février 2014, Yoon Jong-shin rejoint la plus grande institution de protection de l'enfance opérant en Corée, ChildFund Korea. Il a participé avec Heo Ji-woong à la campagne Nayoung's Wish destiné à aider les enfants victimes de maltraitance.

### Procès
Le 12 janvier 2013, la Cour du district central de Séoul a annoncé qu'elle a accordé 63 millions de wons à Yoon Jong-shin, qui avait déposé une plainte contre son ancienne agence Storm ENF et la chaîne MBC. Il exigeait d’être payé 115 millions de wons, l'argent qu'on lui devait pour ses apparitions à la télévision. 
Il dépose une poursuite contre son ancienne agence et affirme qu'il avait pas reçu la somme de 63 millions de wons pour ses dix-huit apparitions sur 'Night Star et pour ses treize apparitions sur Radio Star. Le Ministère de la Justice a rejeté sa poursuite judiciaire de Yoon Jong Shin contre MBC, ne lui accordant pas le paiement de son ancienne agence.

### Vie privée
- Le 29 décembre 2006, Yoon Jong-shin s'est marié avec la joueuse de tennis Jeon Mi-Ra avec il a trois enfants : Un fils, Yoon Ra-ik (né en 2007) et deux filles, Yoon Ra-im (née en 2009) et Yoon Ra-oh (née en 2010).
- En février 2012, lors du talk show Healing Camp, Yoon Jong-shin a déclaré qu'il souffrait de la maladie de Crohn[12].

## Filmographie

### Cinéma
- 2003 : Do You Like Spring Bear ? (봄날의 곰을 좋아하세요?) de Donald Yong-ih : Ji-seok
- 2005 : The Beast And The Beauty (야수와 미녀) de Lee Gye-byeok
- 2007 : Project Makeover (언니가 간다) de Kim Chang-rae :  Mr. Yoon

### Télévision
- 2001 : The Unstoppables (웬만해선 그들을 막을 수 없다)
- 2002 - 2003 : Do the Right Thing (똑바로 살아라)
- 2003 - 2004 : Nonstop 4 (논스톱 4) : Yoon Jong-shin
- 2009 : Hilarious Housewives (태희, 혜교, 지현이) : Yoon Jong-shin
- 2009 : High Kick ! (saison 2) (지붕 뚫고 하이킥)
- 2010 : All My Love (몽땅 내사랑) : Tuteur

## Discographie

### Musiques de films et de séries télévisées
- 2002 : Break Out
- 2003 : Spring Breeze
- 2003 : Do You Like Spring Bear ?
- 2004 : Nonstop 4
- 2005 : Bad Housewife
- 2006 : Project Makeover

## Distinctions

### Récompenses
| Années | Prix |  |
| ------ | --- |  |
| 2005   | - MBC Drama Awards 2005 : Excellence Division Radio                                                                                          |  |
| 2009   | - MBC Entertainment Awards 2009 : Excellence Award (TV Comédie / Sitcom) - SBS Entertainment Awards 2009 : Prix du meilleur travail d'équipe |  |
| 2010   | - MBC Entertainment Awards 2010 : Special Award (MC Division) pour Radio Star                                                                |  |
| 2011   | - MBC Entertainment Awards 2011 : PD Adward                                                                                                  |  |
| 2012   | - MBC Entertainment Awards 2011 : Meilleur animateur pour Radio Star                                                                         |  |